# Henriette von Bohlen und Halbach
Henriette „Hetty/Hetti“ von Bohlen und Halbach (* 2. September 1933 in Sankt Johann im Pongau, Salzburg, Österreich, als Henriette Auersperg; † 30. Mai 2019 in Sankt Johann in Tirol, Tirol, Österreich) war die Tochter von Alois Auersperg (geboren 1897 als Alois, Prinz von Auersperg) und Henriette Auersperg (geboren 1903 als Henriette, Gräfin Larisch von Moennich, ab 1919 Henriette Larisch-Moennich).

## Leben
Hetty Auersperg wuchs in Salzburg und Kitzbühel als Tochter eines Diplomaten auf, in Bregenz besuchte sie die Klosterschule Sacre Cœur. Sie heiratete am 1. Februar 1969 in Werfen den letzten Spross der Krupp-Dynastie, Arndt von Bohlen und Halbach. Die kirchliche Trauung war am 14. Februar auf Schloss Blühnbach bei Werfen. Arndt von Bohlen und Halbach war kein einfacher Charakter, trotzdem blieb die Ehe bis zu seinem Tode bestehen. Sie war kinderlos.
Hetty Auersperg und Arndt von Bohlen und Halbach lernten sich auf einer Schiffsreise nach Brasilien kennen. Aus dieser Begegnung entwickelte sich eine Freundschaft, die von Toleranz und Pragmatismus geprägt war. Ende 1968, als sie wieder gemeinsam auf Reisen waren und einen Abend in Casablanca verbrachten, soll sich, nach Erzählung von Henriette von Bohlen und Halbach, folgender Dialog entwickelt haben: „Ich sagte ihm, daß ich Stewardeß werden wollte.“ Daraufhin habe Arndt erwidert: „Warum suchst du einen Job? Heirate mich, dann bist du versorgt. Ich suche eine Hausfrau, und du bist ein Mensch, zu dem ich Vertrauen habe.“ Ihre Hochzeit im Februar 1969 galt als gesellschaftliches Ereignis, das angekündigt war mit den Worten: „Arndt von Bohlen und Halbach gibt geziemend Nachricht von seiner bevorstehenden Vermählung mit Henriette Prinzessin von Auersperg, Tochter des Alois Prinz von Auersperg und seiner Gemahlin Henriette Prinzessin von Auersperg geb. Gräfin Larisch von Mönnich.“ – „‚Keine Frage, ihm gefiel mein Titel, meine Herkunft‘, erinnert sich Henriette von Bohlen. ‚Und er beneidete mich um die Größe meiner Familie, um das Verhältnis, das wir untereinander hatten. Arndt selber hatte dies nie erlebt.‘“ Eingeladen waren Mitglieder des alten ehemaligen Adels, darunter Hohenbergs, Hohenlohes, Galens, Fürstenbergs, „wer auch immer von der Eheschließung verwandtschaftlich berührt war“ und „deren Namen er [Arndt] aus seinem geliebten Gotha kannte“. Umgekehrt, weil er die Öffentlichkeit liebte, wurde auch die Presse informiert. Rund vierzig Berichterstatter waren zu einem extra abgehaltenen Presseempfang geladen, darunter waren Redakteure von Spiegel, Stern, Constanze und Neue Revue. Für ihre Betreuung wurde der Medienberater Josef von Ferenczy engagiert.
Das Kruppsche Anwesen Bled Targui in einer ehemaligen Oase nordwestlich von Marrakesch wurde entsprechend den Bedürfnissen des Ehepaars umgestaltet, Hetty von Bohlen und Halbach sorgte dort fortan für gesellschaftlichen Glanz. Zu ihren Partys, die samstags am Swimmingpool ausgerichtet wurden, erschienen Yves St. Laurent, Prinzessin Soraya, Jean-Paul Belmondo, Anthony Quinn, George Hamilton und die Rolling Stones. Das gemeinsame Jet-Set-Leben wie auch Arndt von Bohlen und Halbachs Wohltätigkeitsengagement (siehe unten) wurden aus der Verzichtszahlung auf Arndts Erbe in Höhe von circa 2,5 bis 3,5 Milliarden DM und seiner jährlichen Apanage in höhe von 2 Millionen DM finanziert. Nach gemeinsamen Seereisen gingen Henriette von Bohlen und Halbach und ihr Ehemann eine Zeitlang getrennter Wege, blieben jedoch in Briefkontakt. „In dieser Korrespondenz zwischen Arndt und seiner Frau fiel kein Wort über Affären. […] Insoweit das Bild einer noblen Beziehung, ohne Offenbarungen von ihm, ohne Vorwürfe von ihr.“ (Kammertöns 1998).
Arndt von Bohlen trat nicht nur der Verschwender und „Taugenichts“, sondern auch als Wohltäter in Erscheinung. Immer wieder erreichten ihn Bettelbriefe, in Listen wurden Adressen und Summen vermerkt und jeweils im Mai wurde überlegt, wer zu Weihnachten mit Geschenken bedacht wird, so erinnerte sich später seine Ehefrau. „Er teilte gerne, das entsprach seinem tiefsten Wesen, aber in solchen Augenblicken fühlte er sich auch als König, als Chef von Krupp“ (Kammertöns 1998). Obwohl Henriette ihren Mann unterstützte, konnte sie nicht verhindern, dass er sich immer mehr zurückzog und „zwischen seinem Schiff, auf dem sich die Wodka- und Whiskyflaschen türmten, und der Welt […] Mauern [baute], wie einst sein Vater in Essen“ (Kammertöns 1998).
Seit dem Krebstod ihres Mannes am 8. Mai 1986 lebte von Bohlen und Halbach in den Sommermonaten in Marrakesch und in den Wintermonaten in einer Mietwohnung in Kitzbühel. Nach Steuerprozessen blieb ihr nur die Villa in Marrakesch, die sie jedoch nicht erhalten konnte. Deshalb vermietete sie Teile des Anwesens, später auch die Villa. Spätestens seit 2001 versuchte sie das von dem französischen Architekten Robert Geroh im marokkanischen Stil erbaute Gebäude, dessen Interieur der amerikanische Innenarchitekt Donald Nardona entworfen hatte, zu verkaufen. Schloss Blühnbach veräußerte Henriette von Bohlen schon 1988/89 an einen amerikanischen Millionär; im Münchener Stadtpalais Georgenstraße 8 haben heute Rechtsanwalts- und Wirtschaftsprüferkanzleien ihren Geschäftssitz.
Henriette von Bohlen und Halbach verstarb 2019 im Krankenhaus von St. Johann (Tirol) und wurde auf dem Stadtfriedhof in Kitzbühel im Familiengrab Auersperg beigesetzt.

## Dokumentationen
- Martin Pfeil drehte 1999 für die Sendereihe Lebenslinien, eine Koproduktion des BR und des NDR, die Dokumentation „"Eine Prinzessin auf der Reise durch das Leben."[21] Hetti von Bohlen und Halbach“.[16][22][23]
- Ihr Leben wurde vom WDR im Rahmen der Sendereihe Menschen hautnah verfilmt.[24]

- André Heller drehte in seiner Serie „Menschenkinder“ 2018 ein einstündiges Porträt von Henriette von Bohlen und Halbach